# Liste der Biografien/Ov
Liste der Biografien |
Portal Biografien |
Personensuche
# |
A |
B |
C |
D |
E |
F |
G |
H |
I |
J |
K |
L |
M |
N |
O |
P |
Q |
R |
S |
T |
U |
V |
W |
X |
Y |
Z |
?
 
Oa |
Ob |
Oc |
Od |
Oe |
Of |
Og |
Oh |
Oi |
Oj |
Ok |
Ol |
Om |
On |
Oo |
Op |
Oq |
Or |
Os |
Ot |
Ou |
Ov |
Ow |
Ox |
Oy |
Oz
Die Liste der Biografien führt alle Personen auf, die in der deutschsprachigen Wikipedia einen Artikel haben. Dieses ist eine Teilliste mit 303 Einträgen von Personen, deren Namen mit den Buchstaben „Ov“ beginnt.

## Ov

### Ova
- Ovacıklı, Orhan (* 1988), türkischer Fußballspieler
- Ovadia, Esther (1922–1944), jugoslawische Widerstandskämpferin
- Ovadiah, George (1925–1996), israelischer Filmregisseur
- Ovalı, Şükran (* 1985), türkische Schauspielerin
- Ovalle, José Luis (* 1954), uruguayischer Politiker
- Ovalle, José Tomás (1788–1831), chilenischer Politiker
- Ovalle, Lizbeth (* 1999), mexikanische Fußballspielerin
- Ovalle, Luis (* 1988), panamaischer Fußballtorhüter
- Ovando Candía, Alfredo (1918–1982), bolivianischer Oberbefehlshaber und Präsident
- Ovando, Francisco José de (1693–1755), spanischer Soldat, Gouverneur Chiles und der Philippinen
- Ovando, Nicolás de (1451–1511), spanischer Statthalter der Insel Hispaniola
- Óvári, Miklós (1925–2003), ungarischer kommunistischer Politiker, Mitglied des Parlaments
- Ovaska, Toivo (1899–1966), finnischer Eisschnellläufer
- Ovazza, Ettore (1892–1943), italienischer Bankier und Zeitungsverleger

### Ovc
- Ovcearenco, Igor (* 1963), moldauischer Fußballnationalspieler
- Ovčina, Elvir (* 1976), bosnischer Basketballspieler

### Ove
- Ove Petersen, Mette (* 1934), dänische Schwimmerin
- Ové, Indra (* 1967), britische Schauspielerin
- Ove-Naxx, japanischer Breakcore-Musiker
- Ovejero, José (* 1958), spanischer Schriftsteller
- Ovejero, Osvaldo (* 1960), österreichisch-argentinischer Dirigent, Komponist und Cellist
- Ovelacker, Eberhard († 1537), deutscher Soldat und Landsknechtsführer
- Ovelar, Blanca (* 1957), paraguayische Politikerin
- Ovelgönne, Jan (* 1975), deutscher Politiker (Bündnis 90/Die Grünen), MdEP
- Ovelius, Johannes, deutscher Humanist und Lehrer
- Oven, Adolf von (1855–1937), preußischer General der Infanterie
- Oven, Anton Heinrich Emil von (1817–1903), deutscher Jurist und Politiker
- Oven, Bob van (1923–2006), niederländischer Jazzmusiker
- Oven, Burghard von (1861–1935), deutscher General der Infanterie
- Oven, Ernst von (1859–1945), preußischer General der Infanterie
- Oven, Friedrich von (1720–1794), preußischer Generalmajor und Chef des Garnisonsregiments Nr. 10
- Oven, Julius Christiaan van (1881–1963), niederländischer Rechtswissenschaftler und Politiker
- Oven, Julius von (1829–1889), deutscher Verwaltungsbeamter
- Oven, Karl von (1824–1907), deutscher Regierungsrat und Landrat
- Oven, Karl von (1888–1974), deutscher Offizier, General der Infanterie im Heer der Wehrmacht
- Oven, Margarethe von (1904–1991), deutsche Widerstandskämpferin
- Oven, Wilfred von (1912–2008), deutscher Journalist, Publizist und Staatsbeamter
- Ovenden, Denys (1922–2019), britischer Natur- und Tierillustrator
- Ovenden, Julian (* 1976), englischer Schauspieler und SängerJulian Ovenden (* 1976)

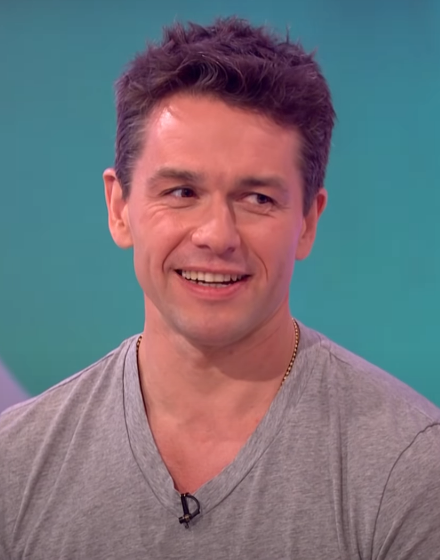
Julian Ovenden (* 1976)

- Ovens, Carsten (* 1981), deutscher Politiker der Christlich Demokratischen Union Deutschlands (CDU)
- Ovens, Denis (* 1957), englischer Dartspieler
- Ovens, Jacob, deutscher Hochstapler
- Ovens, Jürgen (1623–1678), deutscher Maler
- Ovens, Tim (* 1960), deutscher Pianist, Kammermusiker, Komponist und Klavierpädagoge
- Ovenstad, Martin (* 1994), norwegischer Fußballspieler
- Oventrop, Anna (1878–1932), deutsche Politikerin (USPD, SPD)
- Over, Eric (1933–2012), englischer Fußballspieler
- Over, Frederik (* 1967), deutscher Kleinunternehmer und Politiker (PDS/Die Linke), MdA
- Overakker, Roelof Theodorus (1890–1945), niederländischer Generalmajor der Infanterie
- Overall, Kassa, US-amerikanischer Hip-Hop- und Jazzmusiker
- Overall, Park (* 1957), US-amerikanische Schauspielerin
- Overall, Scott (* 1983), britischer Langstreckenläufer
- Øverås Lied, Vegard (* 1971), norwegischer Radrennfahrer
- Overath, Angelika (* 1957), deutsche SchriftstellerinAngelika Overath (* 1957)

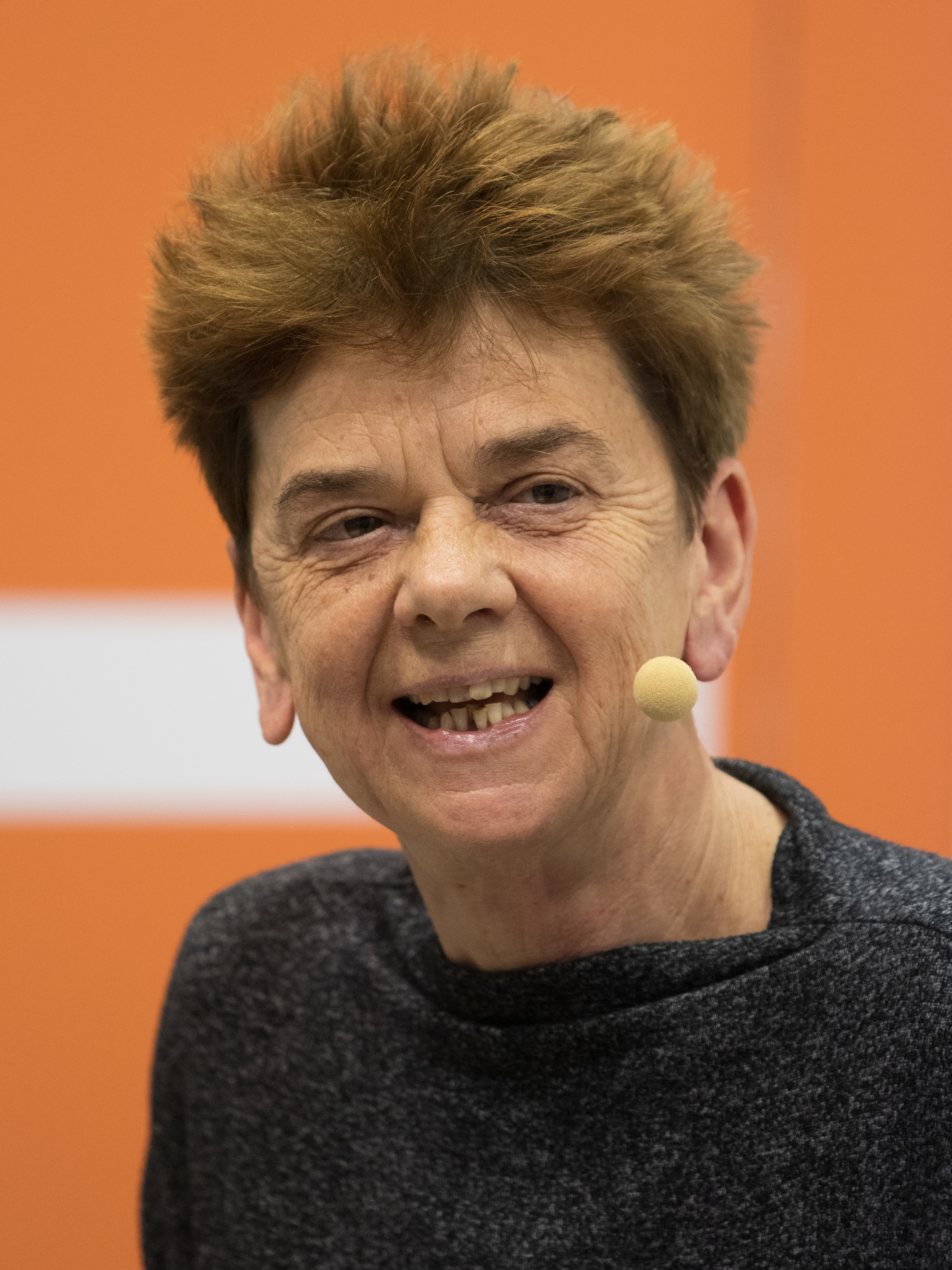
Angelika Overath (* 1957)

- Overath, Heinrich van (1447–1497), deutscher Glockengießer
- Overath, Johann van, deutscher Glockengießer
- Overath, Johannes (1913–2002), deutscher katholischer Theologe und Priester
- Overath, Joseph (1950–2020), deutscher römisch-katholischer Theologe, Autor und Priester
- Overath, Käthe (1926–1995), deutsche Widerstandskämpferin im Dritten Reich
- Overath, Margot (* 1947), deutsche Journalistin
- Overath, Wolfgang (* 1943), deutscher Fußballspieler und SportfunktionärWolfgang Overath (* 1943)

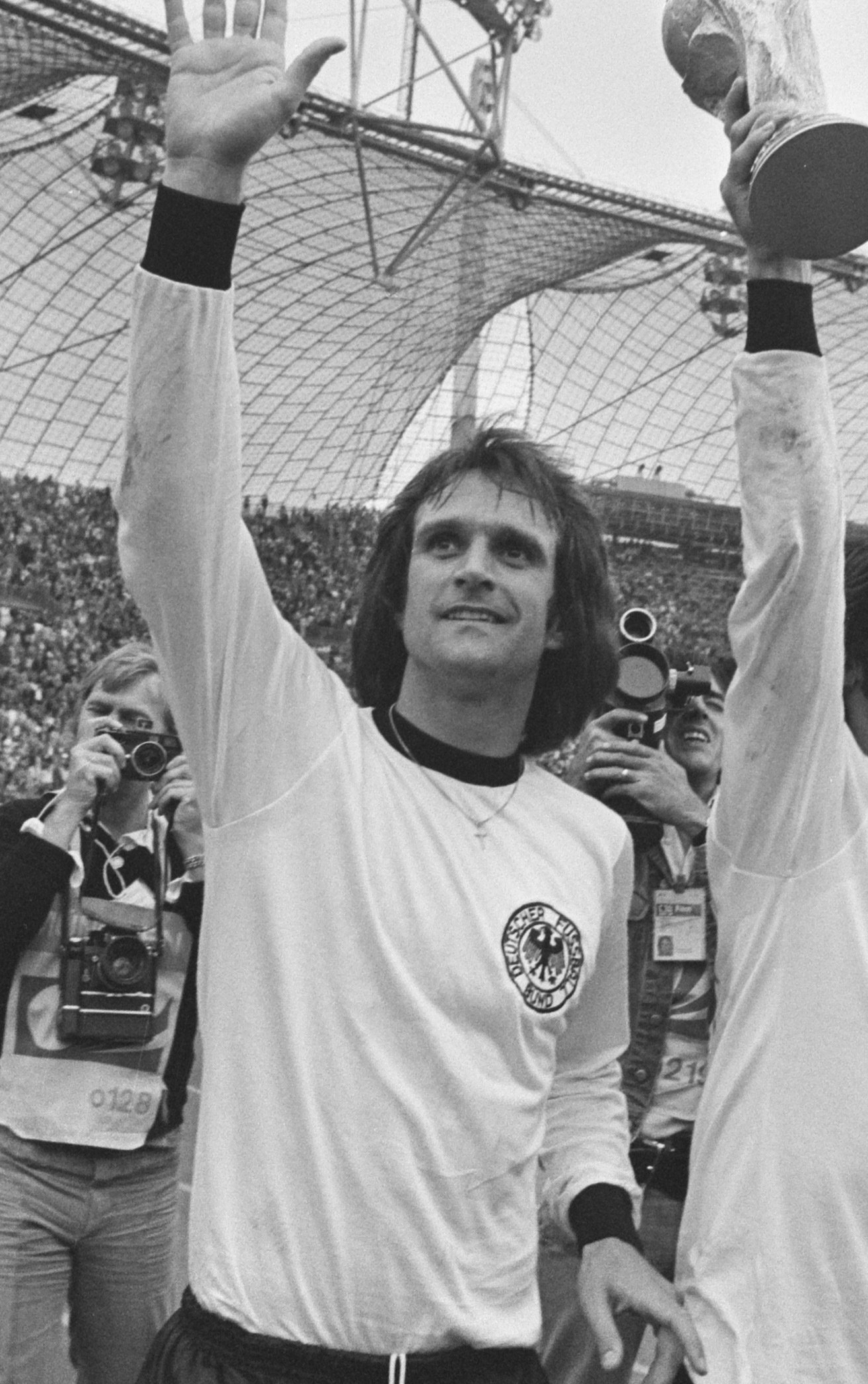
Wolfgang Overath (* 1943)

- Overbaugh, Julie, US-amerikanische Virologin
- Overbeck, Achim (* 1983), deutscher Kanute
- Overbeck, Agnes Elisabeth (1870–1919), deutsche Komponistin und Pianistin
- Overbeck, Alfred E. von (1925–2016), Schweizer Rechtswissenschaftler
- Overbeck, Alfred von (1877–1945), deutsch-schweizerischer Rechtswissenschaftler
- Overbeck, Alke (* 1988), deutsche Kanutin
- Overbeck, Andreas (1628–1686), deutscher evangelischer Theologe
- Overbeck, Anneliese (1921–2004), deutsche Malerin und Grafikerin
- Overbeck, Arnold (1831–1899), deutscher Maler und Fotograf
- Overbeck, Bernhard (1942–2018), deutscher Numismatiker
- Overbeck, Carl Wilhelm (1820–1860), deutscher Kupferstecher
- Overbeck, Carla (* 1968), US-amerikanische Fußballspielerin
- Overbeck, Caspar Nicolaus (1670–1752), deutscher evangelischer Theologe
- Overbeck, Christian Adolph (1755–1821), deutscher Bürgermeister und Dichter
- Overbeck, Christian Gerhard (1784–1846), deutscher Rechtswissenschaftler und Richter
- Overbeck, Christian Theodor (1818–1880), Jurist und Senator der Hansestadt Lübeck
- Overbeck, Cyrus (* 1970), deutscher Künstler
- Overbeck, Egon (1918–1996), deutscher Offizier und Manager
- Overbeck, Franz (1837–1905), evangelischer Theologe, Kirchenhistoriker, Freund von Friedrich Nietzsche
- Overbeck, Franz-Josef (* 1964), deutscher Geistlicher, römisch-katholischer Bischof von Essen und MilitärbischofFranz-Josef Overbeck (* 1964)

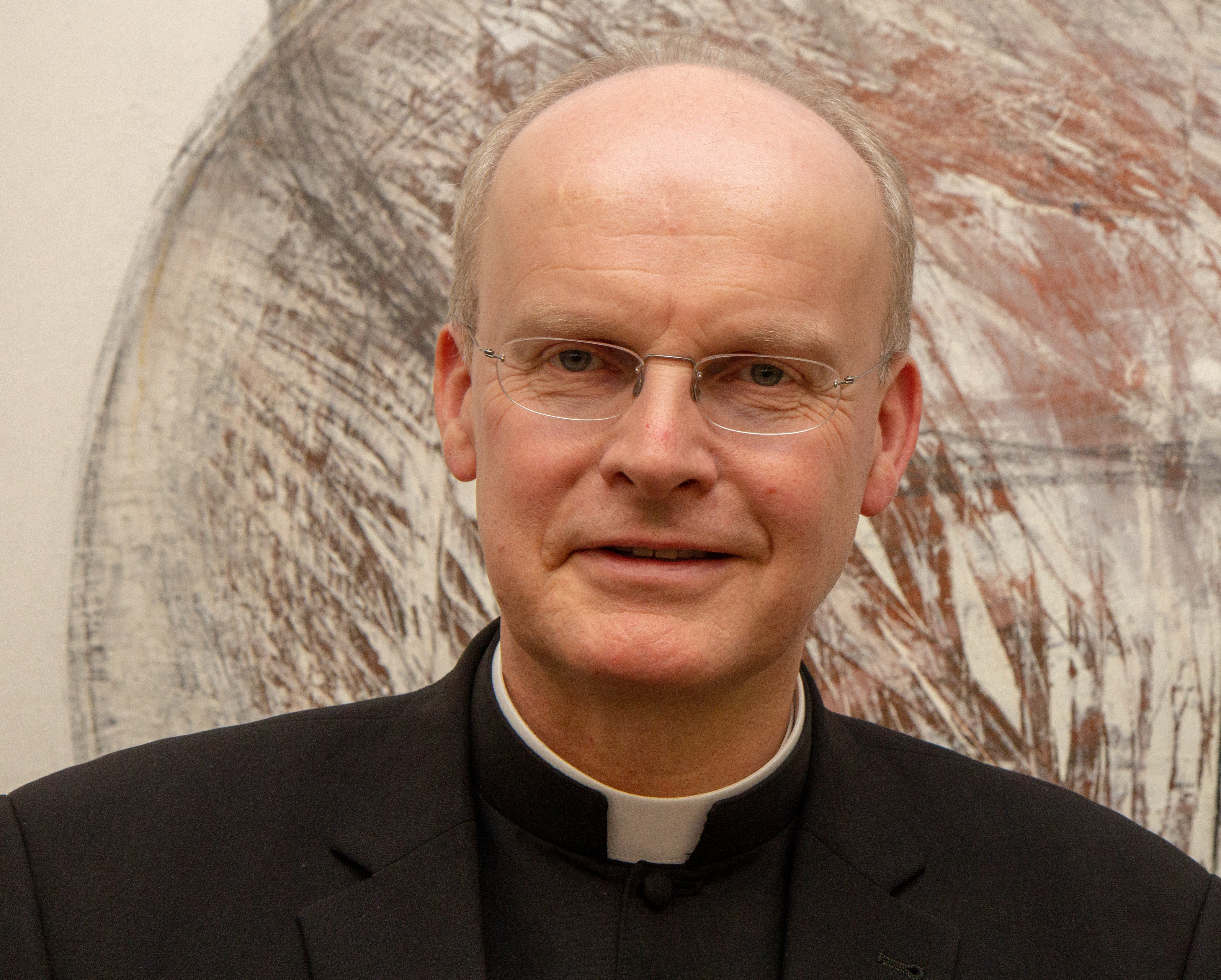
Franz-Josef Overbeck (* 1964)

- Overbeck, Friedrich (1789–1869), deutscher Maler, Zeichner und Illustrator
- Overbeck, Fritz (1869–1909), deutscher Maler
- Overbeck, Fritz (1905–1984), deutscher Politiker (FDP), MdL
- Overbeck, Fritz Theodor (1898–1983), deutscher Botaniker
- Overbeck, Gerta (1898–1977), deutsche Malerin
- Overbeck, Gustav (1830–1894), deutscher Kaufmann, Abenteurer und Diplomat
- Overbeck, Gustav (1893–1952), deutscher Bankier
- Overbeck, Hans (1882–1942), deutscher Kaufmann, Sprach- und Insektenforscher
- Overbeck, Hans Jürgen (1923–2013), deutscher Ökologe
- Overbeck, Hermann (1900–1982), deutscher Geograph
- Overbeck, Ida (1848–1933), Ehefrau von Franz Overbeck
- Overbeck, Johann Daniel (1715–1802), evangelischer Theologe und Rektor des Katharineums zu Lübeck
- Overbeck, Johann Georg (1759–1819), deutscher evangelischer Theologe
- Overbeck, Johannes (1826–1895), deutscher Klassischer Archäologe
- Overbeck, Karl (1909–1972), deutscher Verwaltungsjurist und Diplomat
- Overbeck, Ludwig (1926–2017), deutscher Gynäkologe, Geburtshelfer und Hochschullehrer
- Overbeck, Marcus (* 1980), deutscher Regisseur und Drehbuchautor
- Overbeck, Peter (* 1963), deutscher Musikwissenschaftler, Musikjournalist und Tonmeister
- Overbeck, Wilhelm (1798–1882), deutscher Kaufmann und Unternehmer
- Overbeck-Larisch, Maria (* 1947), deutsche Mathematikerin, Hochschullehrerin und ehemalige Hochschulpräsidentin
- Overbeck-Rohte, Hermine (1869–1937), deutsche MalerinHermine Overbeck-Rohte (1869–1937)

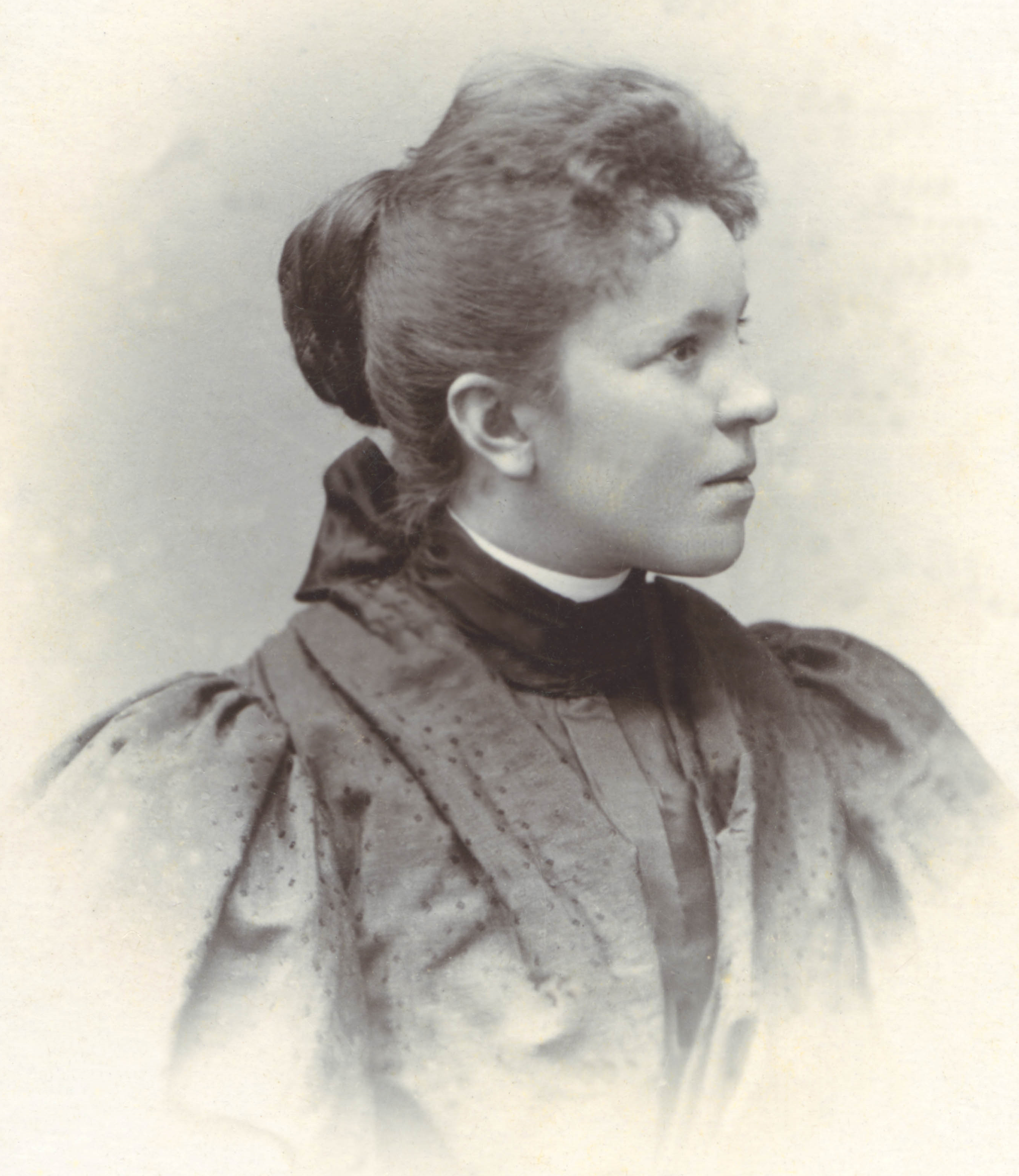
Hermine Overbeck-Rohte (1869–1937)

- Overbeek de Meijer, Gilles van (1831–1918), niederländischer Mediziner
- Overbeek, Henk (* 1949), niederländischer Politikwissenschaftler
- Overbeek, Jeroen (* 1966), niederländischer Fernsehjournalist und Nachrichtensprecher
- Overbeek, Johannes van (* 1973), US-amerikanischer Autorennfahrer
- Overbeek, Theodoor (1911–2007), niederländischer Physikochemiker, Mitentwickler der DVLO-Theorie
- Overbeke, Albert van (1915–1987), belgischer Ordensgeistlicher, römisch-katholischer Bischof von Bayombong
- Overberg, Bernhard Heinrich (1754–1826), deutscher Theologe und Pädagoge
- Overberg, Rolf (1933–1993), deutscher Keramikkünstler
- Overberghe, Cel (* 1937), belgischer Graphiker, Maler, Jazz- und Improvisationsmusiker sowie Dichter
- Overby, Christian (* 1985), dänischer Fußballspieler
- Overby, Dagmar (1887–1929), dänische Serienmörderin
- Øverby, Håkon (1941–2021), norwegischer Ringer
- Øverby, Magnus, norwegischer Skispringer
- Øverby, Mats (* 2000), norwegischer Biathlet
- Overby, Paul (* 1942), US-amerikanischer Autor
- Øverby, Petter (* 1992), norwegischer Handballspieler
- Overby, Sigurd (1899–1979), US-amerikanischer Skisportler
- Overbye Roos, Camilla (* 1969), dänische Schauspielerin und Filmemacherin
- Øverbye, Ella (* 2004), norwegische SchauspielerinElla Øverbye (* 2004)

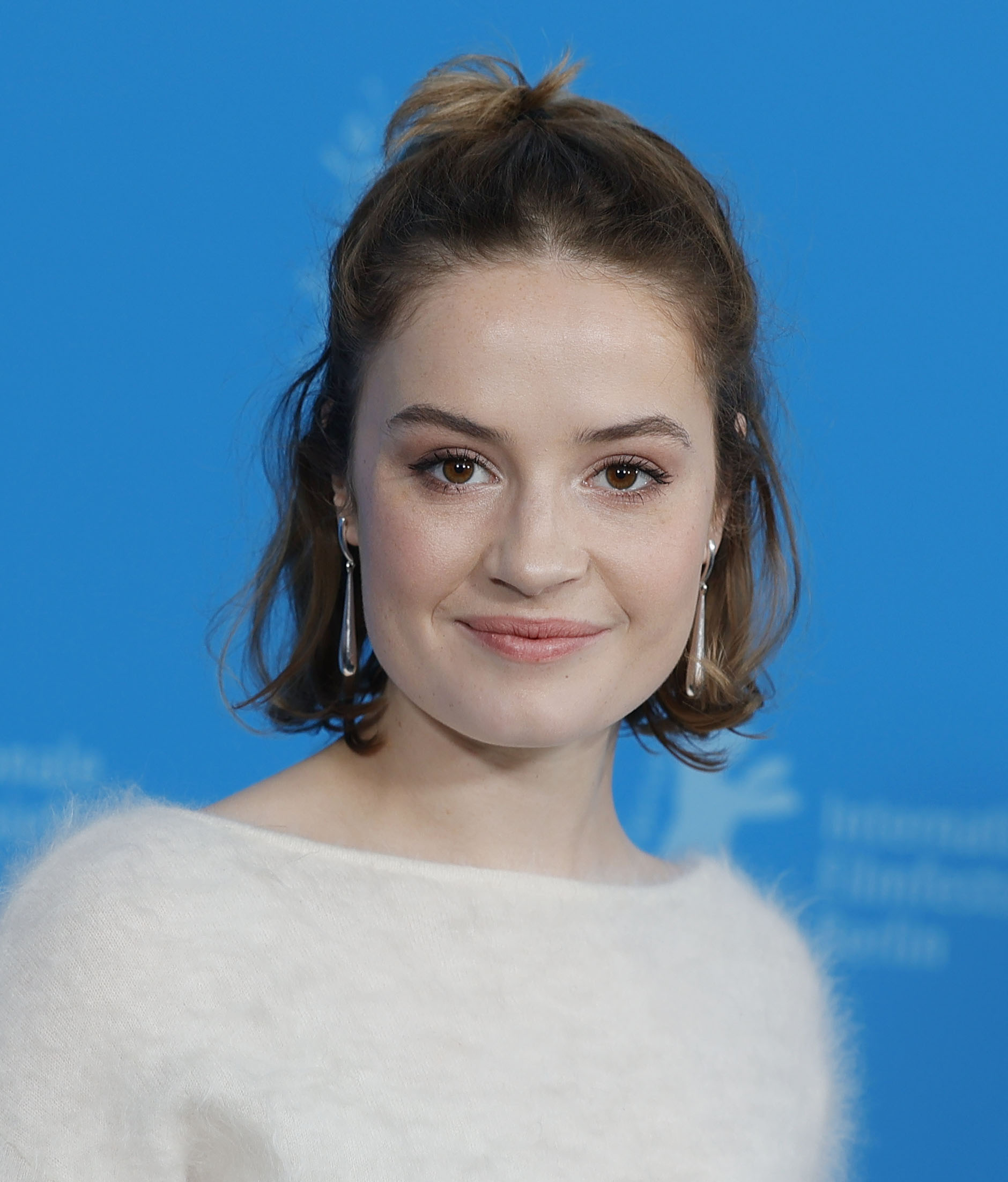
Ella Øverbye (* 2004)

- Overd’hage, Pieter (1520–1604), Buchdrucker, Lehrer und Prädikant (Pfarrer) in Wesel, Emden, Gent und Zuid-Holland
- Overdick-Gulden, Maria-Elisabeth (1931–2019), deutsche Ärztin und Lebensrechtlerin
- Overdieck, Dieter (* 1943), deutscher Botaniker (Pflanzenökologe) und Hochschullehrer
- Overdieck, Willi (1931–2018), deutscher Fußballspieler
- Overdiek, Jürgen (1954–2007), deutscher Architekt und Stadtplaner
- Overdyk, Wenemar († 1460), deutscher Kaufmann und Ratsherr der Hansestadt Lübeck
- Overeem, Alistair (* 1980), niederländischer MMA-Kämpfer und KickboxerAlistair Overeem (* 1980)

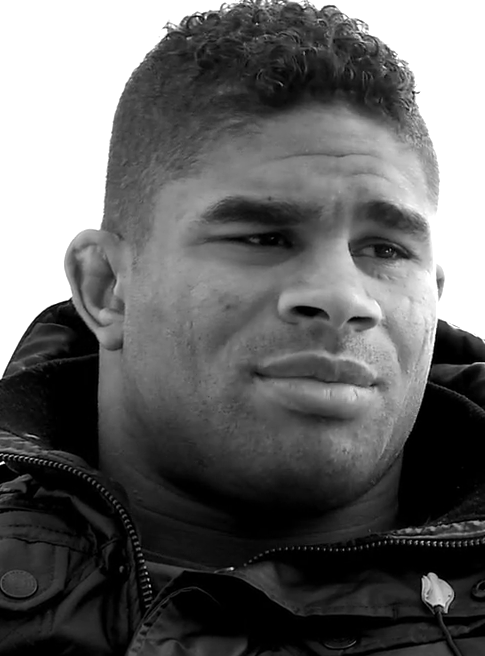
Alistair Overeem (* 1980)

- Overeem, Loes van (1907–1980), niederländische Rotkreuzmitarbeiterin
- Overend, Ned (* 1955), US-amerikanischer Mountainbiker und Cross-Triathlet
- Overend, Tom (* 1953), kanadischer Eisschnellläufer
- Overend, William Heysham (1851–1898), britischer Maler und Illustrator
- Øvereng, Fredrik (* 1999), norwegischer Sprinter
- Overesch, Heinrich (1909–1990), deutscher Politiker (CDU), MdL
- Overesch, Manfred (* 1939), deutscher Zeithistoriker, Hochschullehrer im Ruhestand und Autor
- Overesch, Michael (* 1977), deutscher Wirtschaftswissenschaftler
- Overett, Kelly (* 1972), britische Sängerin und Tänzerin
- Overfeld, Günter (* 1955), deutscher Diplomat
- Overfeld, Jonathan (1951–2020), deutscher Mann, der sein Gedächtnis verlor
- Overgaard Madsen, Mark (* 1984), dänischer Ringer
- Overgaard, Camilla (* 1989), dänische Badmintonspielerin
- Overgaard, Nikolaj (* 1992), dänischer Badmintonspieler
- Overgaard, Peter Hesse (* 1954), dänischer Schauspieler
- Overgaauw, Eef (* 1957), niederländischer Paläograf, Historiker und Hochschullehrer
- Overgaauw, Wim (1929–1995), niederländischer Jazzgitarrist
- Overgaer, Stephan († 1713), Priester und Abt des Klosters Hardehausen
- Overhage, Heinrich (1806–1873), deutscher römisch-katholischer Geistlicher und Schriftsteller
- Overhage, Paul (1906–1979), deutscher Jesuit und Autor
- Overhaus, Manfred (1939–2019), deutscher Beamter, Staatssekretär im Bundesfinanzministerium (1993–2004)
- Overhauser, Albert (1925–2011), US-amerikanischer Physiker
- Overhoff, Edith (1904–1986), deutsche Schriftstellerin
- Overhoff, Julius (1898–1977), österreichischer Jurist, Unternehmer und Schriftsteller
- Overhoff, Jürgen (* 1967), deutscher Historiker
- Overhoff, Kurt (1902–1986), österreichischer Dirigent, Komponist und Musikpädagoge
- Overhoff, Wilhelm (1912–1990), deutscher Mediziner und SS-Arzt
- Overholser, Wayne D. (1906–1996), US-amerikanischer Westernautor
- Overholt, Brooke (* 2000), kanadische Hürdenläuferin
- Overholt, Emily (* 1997), kanadische Schwimmerin
- Overhues, Ernst (1877–1972), deutscher Kommunalpolitiker, Oberbürgermeister von Düren
- Overhues, Karl (1886–1972), deutscher Politiker (NSDAP), MdR und SA-Führer
- Øverjordet, Sander (* 1996), norwegischer Handballspieler
- Overkamp, Georg Wilhelm (1707–1790), deutscher Orientalist
- Overkamp, Timotheus Christian Wilhelm (1743–1828), deutscher Polyhistor, Historiker, Philosoph und Mediziner
- Overkott, Franz (1895–1983), deutscher Volksschullehrer, Stadtarchivar und Heimatforscher
- Overkotte, Heinrich, deutscher Baumeister der Weserrenaissance
- Overlach, Helene (1894–1983), deutsche Politikerin (KPD), MdR
- Overlach, Johann (1625–1690), deutscher Kaufmann, Kommunalpolitiker, Stadthauptmann, Stadtkämmerer und Senior
- Overlack, James (1877–1960), deutschsprachiger Abenteuerroman-Autor
- Overland, Amanda (* 1981), kanadische Shorttrackerin
- Øverland, Arnulf (1889–1968), norwegischer Dichter und Schriftsteller
- Øverland, Ole Andreas (1855–1911), norwegischer Historiker
- Overlander van Purmerland, Maria (1603–1678), Person des Goldenen Zeitalters der Niederlande
- Overländer, Lena (* 1996), deutsche Volleyball- und Beachvolleyballspielerin
- Overländer, Sarah (* 1996), deutsche Volleyball- und Beachvolleyballspielerin
- Overlander, Volkert (1570–1630), Herr von Ilpendam und Purmerland, Bürgermeister von Amsterdam
- Øverli, Ane Ulimoen (* 1990), norwegische Schauspielerin
- Overlin, Ken (1910–1969), US-amerikanischer Boxer im Mittelgewicht
- Overman, Howard (* 1972), britischer Filmproduzent, Drehbuchautor und Serienschöpfer
- Overman, Larry E. (* 1943), US-amerikanischer Chemiker
- Overman, Lee Slater (1854–1930), US-amerikanischer Politiker
- Overman, Lynne (1887–1943), US-amerikanischer Schauspieler
- Overmann, Alfred (1866–1946), deutscher Historiker und Direktor des Stadtarchivs Erfurt
- Overmann, Anton I. (1754–1819), deutscher Orgelbauer
- Overmann, Anton II. (1787–1843), deutscher Orgelbauer
- Overmann, Friedrich Albert Johann Baptist (1820–1869), deutscher Orgelbauer sowie Clavier- und Orgelstimmer
- Overmann, Jörg (* 1961), deutscher Mikrobiologe
- Overmann, Leandra († 2012), jugoslawisch-serbische Opern-, Lied-, Konzert- und Oratoriensängerin (Mezzosopran/Alt)
- Overmann, Wilhelm Friedrich (1789–1839), deutscher Orgelbauer
- Overmans, Jakob (1874–1945), katholischer Publizist und Hochschullehrer
- Overmans, Rüdiger (* 1954), deutscher Offizier, Wirtschaftswissenschaftler und Militärhistoriker
- Övermark, Hannu (* 1957), finnischer Ringer
- Övermark, Jarmo (* 1955), finnischer Ringer
- Overmars, Marc (* 1973), niederländischer FußballspielerMarc Overmars (* 1973)

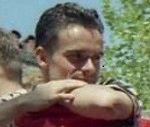
Marc Overmars (* 1973)

- Overmars, Mark (* 1958), niederländischer Informatiker
- Overmyer, Arthur W. (1879–1952), US-amerikanischer Politiker
- Overmyer, Robert F. (1936–1996), US-amerikanischer Astronaut
- Overney, Pierre (1948–1972), französischer Arbeiter und Maoist, der von der Renault-Werkspolizei erschossen wurde
- Overpeck, Lem (1911–2003), US-amerikanischer Politiker
- Overs, Kieran (* 1950), kanadischer Jazzmusiker (Bass, Komposition)
- Oversby, Alan (1933–1996), britischer Piercer und Künstler
- Overseer, britischer DJ und Produzent der elektronischen Musikrichtung Big Beat
- Oversloot, Maria (1914–2009), niederländische Schwimmerin
- Oversteegen, Freddie (1925–2018), niederländische kommunistische Widerstandskämpferin gegen den Nationalsozialismus
- Oversteegen, Truus (1923–2016), niederländische Bildhauerin und kommunistische Widerstandskämpferin gegen den Nationalsozialismus
- Overstolz, Christian (* 1932), Schweizer Verleger und Autor
- Overstraten, Pieter Gerardus van (1755–1801), Generalgouverneur von Niederländisch-Indien (1796–1801)
- Overstreet, Chord (* 1989), US-amerikanischer Schauspieler und SängerChord Overstreet (* 1989)

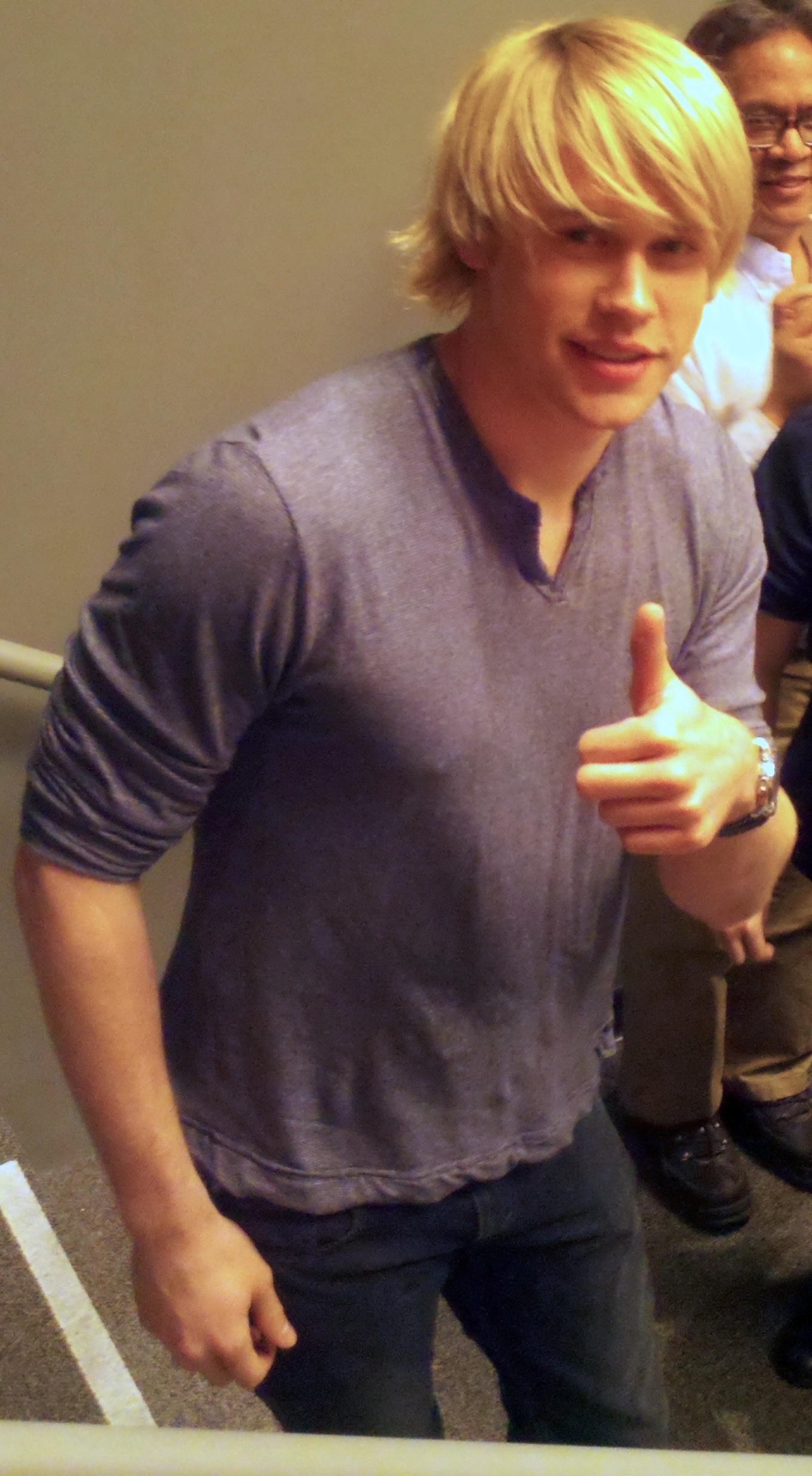
Chord Overstreet (* 1989)

- Overstreet, James (1773–1822), US-amerikanischer Politiker
- Overstreet, James W. (1866–1938), US-amerikanischer Politiker
- Overstreet, Jesse (1859–1910), US-amerikanischer Politiker
- Overstreet, Paul (* 1955), amerikanischer Songwriter der Country-Musik
- Overstreet, Tommy (1937–2015), US-amerikanischer Country-Sänger
- Overthun, Carl (1864–1936), Berghauptmann beim Oberbergamt Dortmund
- Overton, Al (1912–1985), US-amerikanischer Tonmeister
- Overton, Al Jr., US-amerikanischer Tonmeister
- Overton, Chris (* 1989), britischer Schauspieler, Filmproduzent und Filmregisseur
- Overton, Craig (* 1994), englischer Cricketspieler
- Overton, Edward (1836–1903), US-amerikanischer Politiker
- Overton, Ernest (1865–1933), englischer Biologe und Pharmakologe
- Overton, Frank (1918–1967), US-amerikanischer Schauspieler
- Overton, Hall (1920–1972), US-amerikanischer Jazz-Pianist, Arrangeur, Komponist und Musikpädagoge
- Overton, John H. (1875–1948), US-amerikanischer Politiker (Demokratische Partei)
- Overton, Joseph P. (1960–2003), US-amerikanischer Anwalt
- Overton, Kelly (* 1978), US-amerikanische Schauspielerin, Drehbuchautorin und ProduzentinKelly Overton (* 1978)

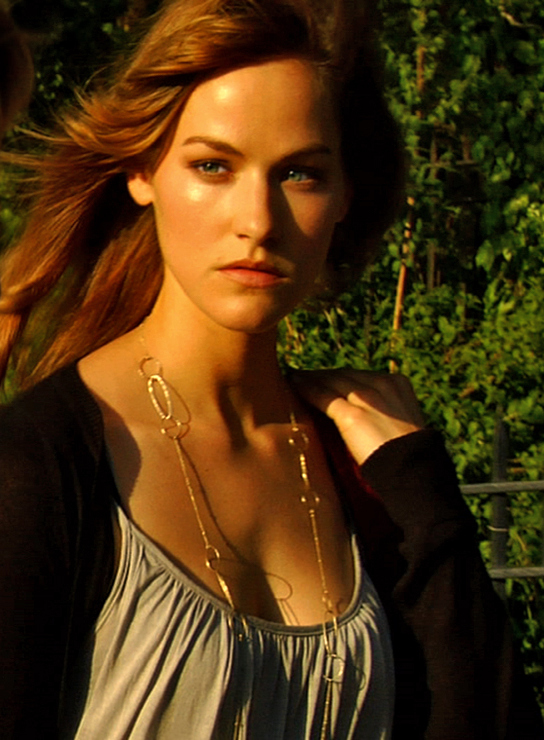
Kelly Overton (* 1978)

- Overton, Laura (* 1996), neuseeländische Speerwerferin
- Overton, Richard, US-amerikanischer Tontechniker
- Overton, Rick (* 1954), US-amerikanischer Schauspieler und Drehbuchautor
- Overton, Tom (1930–1988), US-amerikanischer Tontechniker
- Overton, Walter Hampden (1788–1845), US-amerikanischer Politiker
- Overton, Wendy (* 1947), US-amerikanische Tennisspielerin
- Overton-Clapham, Cathy (* 1969), kanadische Curlerin
- Overtoom, Franca (* 1991), niederländische Fußballschiedsrichterassistentin
- Overtoom, Marisca (* 1994), niederländische Fußballschiedsrichterin
- Overtoom, Willie (* 1986), niederländisch-kamerunischer Fußballspieler
- Overtwater, Pieter Anthoniszoon († 1682), Leiter der Handelsstation Dejima, Gouverneur von Niederländisch-Formosa
- Overvest, Eric Jan, niederländischer UN-Funktionär
- Overwater, Tony (* 1964), niederländischer Jazz-Bassist
- Overweg, Adolf (1822–1852), deutscher Astronom, Geologe und Afrikaforscher
- Overweg, Adolph Bölling (1875–1953), deutscher Verwaltungsjurist und Landrat
- Overweg, August (1836–1909), deutscher Politiker
- Overweg, Calle (* 1962), deutscher Filmregisseur und Filmeditor
- Overweg, Carl (1805–1876), deutscher Industrieller und Politiker (LRP), MdR
- Overweg, Niels (* 1948), niederländischer Fußballspieler und -trainer
- Overwerk (* 1989), kanadischer DJ, Musikproduzent und Grafikdesigner
- Overwien, Bernd (* 1953), deutscher Politologe, Erziehungswissenschaftler und Hochschullehrer
- Overwien, Friedel (1922–2001), deutscher Turner
- Overwien, Oliver (* 1971), deutscher Gräzist, Arabist und Medizinhistoriker
- Overy, Richard (* 1947), britischer Historiker
- Overzier, Petra (* 1982), deutsche Badmintonspielerin
- Oves Fernández, Francisco Ricardo (1928–1990), kubanischer Geistlicher, Erzbischof von San Cristóbal de la Habana
- Oveson, W. Val (* 1952), US-amerikanischer Politiker
- Ovett, Steve (* 1955), britischer Mittelstreckenläufer und Olympiasieger
- Ovey, David (* 1947), britischer Autorennfahrer
- Ovey, Esmond (1879–1963), britischer Botschafter

### Ovi
- Ovid (* 43 v. Chr.), römischer DichterOvid (* 43 v. Chr.)

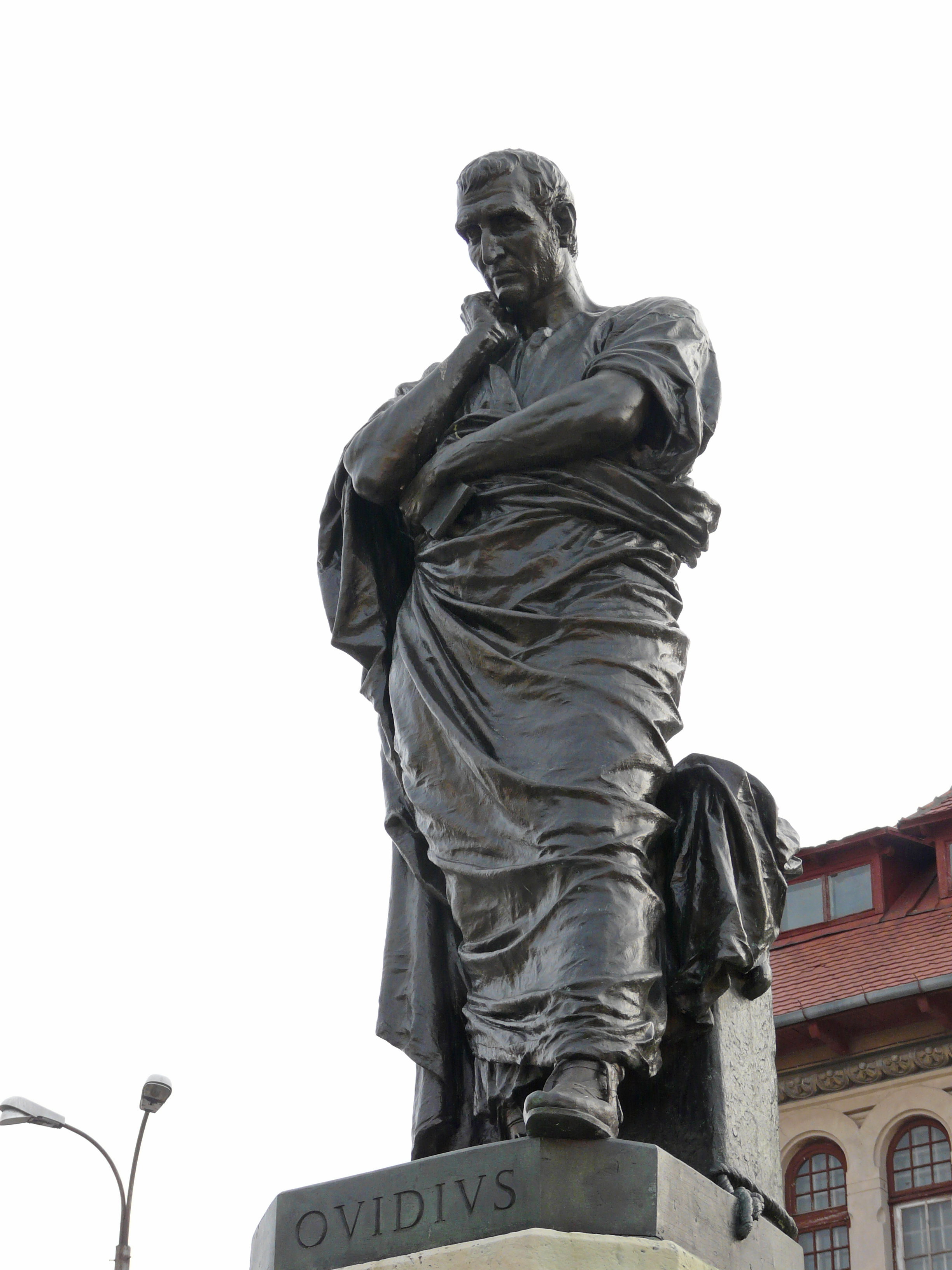
Ovid (* 43 v. Chr.)

- Ovida, spätantiker weströmischer General und Kriegsherr wahrscheinlich gotischen Ursprungs und der letzte römische Herrscher Dalmatiens
- Ovidie (* 1980), französische Schauspielerin, Regisseurin, Schriftstellerin und Filmproduzentin
- Ovidio García, José (1862–1919), dominikanischer Klarinettist, Dirigent und Musikpädagoge
- Ovidio, Jacques d’ (1921–1997), französischer Filmarchitekt
- Ovie, Patrick (* 1978), nigerianischer Fußballspieler
- Oviedo Cavada, Carlos (1927–1998), chilenischer Ordensgeistlicher, römisch-katholischer Erzbischof von Santiago de Chile und Kardinal
- Oviedo, Andrés de (1518–1577), spanischer Jesuitenmissionar und Patriarch von Äthiopien
- Oviedo, Bryan (* 1990), costa-ricanischer Fußballspieler
- Oviedo, Corinne (* 1965), US-amerikanische Sängerin, Komponistin, Arrangeurin und Produzentin lateinamerikanischer Musik
- Oviedo, Cristián (* 1980), chilenischer Fußballspieler
- Oviedo, Franky (* 1973), kolumbianischer Fußballspieler
- Oviedo, Gonzalo Fernández de (1478–1557), spanischer Historiker und Staatsmann
- Oviedo, Heiner (* 1988), costa-ricanischer Taekwondoin
- Oviedo, Lino (1943–2013), paraguayischer Militär und Politiker
- Oviedo, Miguel (* 1950), argentinischer Fußballspieler
- Oviedo, Ramón (1924–2015), dominikanischer Maler
- Oviette, Vevean (1902–1986), österreichisch-US-amerikanische Malerin und Grafikerin
- Øvig Knudsen, Peter (* 1961), dänischer Journalist und Schriftsteller
- Oviglio, Aldo (1873–1942), italienischer Politiker
- Oviir, Liisa (* 1977), estnische Juristin und Politikerin
- Oviir, Mihkel (* 1942), estnischer Jurist
- Oviir, Siiri (* 1947), estnische Politikerin, Mitglied des Riigikogu, MdEP
- Ovington, Mary White (1865–1951), US-amerikanische Suffragette, Journalistin und Mitgründerin des Nationalverbandes für die Förderung Farbiger
- Ovion, Régis (* 1949), französischer Radrennfahrer und Weltmeister
- Ovir, Ewald (1873–1896), deutsch-baltischer Missionar und evangelischer Märtyrer
- Ovise, Amaury, französischer Filmproduzent
- Ovitz, Michael (* 1946), US-amerikanischer Unternehmer in der Filmindustrie
- Ovius, Gaius, antiker römischer Toreut

### Ovn
- Ovniček, Rok (* 1995), slowenischer Handballspieler
- Ovniček, Tilen (* 1998), slowenischer Sprinter
- Ovnteni, Badie (* 1967), nigrischer Boxer

### Ovo
- Ovono, Didier (* 1983), gabunischer Fußballtorhüter
- Ovono, Felipe (* 1993), äquatorialguineischer Fußballspieler

### Ovr
- Øvreås, Håkon (* 1974), norwegischer Schriftsteller
- Øvrebø, Tom Henning (* 1966), norwegischer Fußballschiedsrichter
- Øvredal, André (* 1973), norwegischer Filmregisseur, Drehbuchautor und Filmproduzent

### Ovs
- Ovsenik, Vilko (1928–2017), slowenischer Komponist und Arrangeur
- Ovsepian, Vardan (* 1975), armenisch-amerikanischer Jazzmusiker (Piano, Keyboard, Arrangement, Komposition)
- Ovsepyan, Petros (* 1966), armenischer Komponist
- Ovshinsky, Stanford (1922–2012), US-amerikanischer Erfinder
- Ovsiankina, Maria (1898–1993), russische Psychologin und Mitarbeiterin von Kurt Lewin an der Universität Berlin
- Øvstegård, Freddy André (* 1994), norwegischer Politiker

### Ovt
- Ovtcharov, Dimitrij (* 1988), deutscher TischtennisspielerDimitrij Ovtcharov (* 1988)

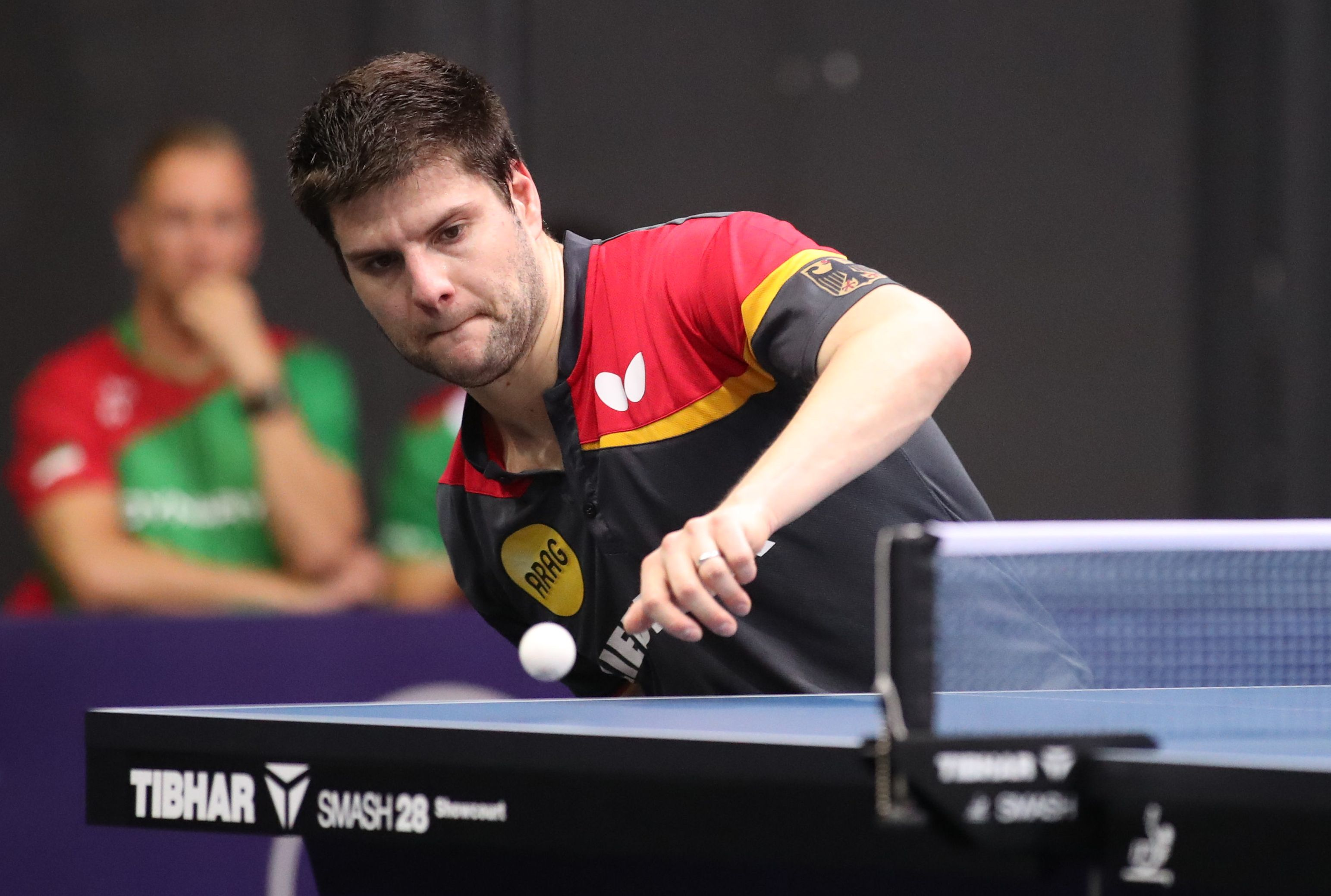
Dimitrij Ovtcharov (* 1988)

- Ovtcharov, Peter (* 1981), russischer Pianist
- Ovtcharova, Jivka (* 1957), bulgarische Ingenieurwissenschaftlerin und Professorin am Karlsruher Institut für Technologie
- Ovtchinnikova, Olga (* 1987), kanadische Säbelfechterin

### Ovu
- Övüç, Ramazan (* 1994), türkischer Fußballspieler

### Ovw
- Ovwasa, Temmie (* 1996), nigerianische alternative R&B singende Person